# Massimo Cantini Parrini
Massimo Cantini Parrini (Firenze, 13 aprile 1972) è un costumista italiano, vincitore di sei David di Donatello, quattro Nastri d'argento e quattro Ciak d'oro.

## Biografia
Nato a Firenze, è stato introdotto al mondo della moda dalla nonna materna, sarta fiorentina. Ha ottenuto il diploma di perito di costume e moda presso l'Istituto statale d'Arte di Firenze e proseguito gli studi al Polimoda affiliato al Fashion Institute of Technology di New York per poi conseguire la laurea in Cultura e Stilismo della moda all'Università degli studi di Firenze. Durante gli studi accademici è entrato al Centro Sperimentale di Cinematografia a Roma, diventando quindi allievo di Piero Tosi nel corso di costume. È stato poi assunto alla sartoria Tirelli come assistente costumista e con questa qualifica è accreditato il suo esordio nel cinema, accanto alla costumista premio Oscar Gabriella Pescucci.

## Filmografia

### Cinema
- Carnera - The Walking Mountain, regia di Renzo Martinelli (2008)
- Barbarossa, regia di Renzo Martinelli (2009)
- La donna della mia vita, regia di Luca Lucini (2010)
- The Wholly Family, regia di Terry Gilliam (2011) - cortometraggio
- 11 settembre 1683, regia di Renzo Martinelli (2012)
- Passione sinistra, regia di Marco Ponti (2013)
- Che strano chiamarsi Federico, regia di Ettore Scola (2013)
- La trattativa, regia di Sabina Guzzanti (2014)
- Il racconto dei racconti - Tale of Tales, regia di Matteo Garrone (2015)
- Indivisibili, regia di Edoardo De Angelis (2016)
- Fräulein - Una fiaba d'inverno, regia di Caterina Carone (2016)
- Slam - Tutto per una ragazza, regia di Andrea Molaioli (2016)
- Ustica, regia di Renzo Martinelli (2016)
- La verità sta in cielo, regia di Roberto Faenza (2016)
- Black Butterfly, regia di Brian Goodman (2017)
- Diva!, regia di Francesco Patierno (2017)
- Riccardo va all'inferno, regia di Roberta Torre (2017)
- Ella & John - The Leisure Seeker, regia di Paolo Virzì (2017)
- Dogman, regia di Matteo Garrone (2018)
- La terra dell'abbastanza, regia di Damiano e Fabio D'Innocenzo (2018)
- Palloncini, regia di Laura Chiossone (2018)
- Il testimone invisibile, regia di Stefano Mordini (2018)
- Il vizio della speranza, regia di Edoardo De Angelis (2018)
- Ofelia - Amore e morte (Ophelia), regia di Claire McCarthy (2018)
- Momenti di trascurabile felicità, regia di Daniele Luchetti (2019)
- Pinocchio, regia di Matteo Garrone (2019)
- Favolacce, regia di Damiano e Fabio D'Innocenzo (2020)
- Miss Marx, regia di Susanna Nicchiarelli (2020)
- Lacci, regia di Daniele Luchetti (2020)
- Guida romantica a posti perduti, regia di Giorgia Farina (2020)
- La stanza, regia di Stefano Lodovichi (2021)
- America Latina, regia di Damiano e Fabio D'Innocenzo (2021)
- Cyrano, regia di Joe Wright (2021)
- L'immensità, regia di Emanuele Crialese (2022)
- Chiara, regia di Susanna Nicchiarelli (2022)
- Comandante, regia di Edoardo De Angelis (2023)
- Mi fanno male i capelli, regia di Roberta Torre (2023)
- Ferrari, regia di Michael Mann (2023)
- Maria, regia di Pablo Larraín (2024)
- Le Déluge - Gli ultimi giorni di Maria Antonietta, regia di Gianluca Jodice (2024)

### Televisione
- Natale in casa Cupiello, regia di Edoardo De Angelis – film TV (2020)
- Sabato, domenica e lunedì, regia di Edoardo De Angelis – film TV (2021)
- Non ti pago, regia di Edoardo De Angelis – film TV (2021)
- M. Il figlio del secolo, regia di Joe Wright – miniserie TV (2025)

## Riconoscimenti
- Premi Oscar
  - 2021 – Candidatura ai migliori costumi per Pinocchio[2]
  - 2022 – Candidatura ai migliori costumi per Cyrano
- Premi BAFTA
  - 2022 – Candidatura ai migliori costumi per Cyrano[3]
- European Film Awards
  - 2018 – Migliori costumi per Dogman
- David di Donatello
  - 2016 – Miglior costumista per Il racconto dei racconti - Tale of Tales
  - 2017 – Miglior costumista per Indivisibili
  - 2018 – Miglior costumista per Riccardo va all'inferno
  - 2019 – Candidatura al miglior costumista per Dogman
  - 2020 – Miglior costumista per Pinocchio[4]
  - 2021 – Miglior costumista per Miss Marx
  - 2023 -  Candidatura al miglior costumista per Chiara
  - 2024 -  Candidatura al miglior costumista per Comandante
  - 2025 -  Miglior costumista per Le Déluge - Gli ultimi giorni di Maria Antonietta
- Nastro d'argento
  - 2015 – Migliori costumi per Il racconto dei racconti - Tale of Tales
  - 2017 – Migliori costumi per Indivisibili
  - 2018 – Candidatura ai migliori costumi per Dogman e La terra dell'abbastanza
  - 2020 – Migliori costumi per Pinocchio e Favolacce
  - 2020 – Migliori costumi per Pinocchio e Favolacce
  - 2023 – Candidatura ai migliori costumi per L'immensità
- Premio Flaiano
  - 2022 - Migliori costumi per Cyrano
- Ciak d'oro
  - 2016 – Migliori costumi per Il racconto dei racconti - Tale of Tales[5]
  - 2017 – Migliori costumi per Indivisibili[6]
  - 2020 – Migliori costumi per Favolacce e Pinocchio[7]
  - 2024 – Migliori costumi per Comandante, Chiara e Mi fanno male i capelli